# Catopuma
Catopuma là một chi động vật có vú trong họ Mèo, bộ Ăn thịt. Chi này được Severtzov miêu tả năm 1858. Loài điển hình của chi này là Felis moormensis Hodgson, 1831 (= Felis temminckii Vigors and Horsfield, 1827), by monotypy.

## Hình ảnh

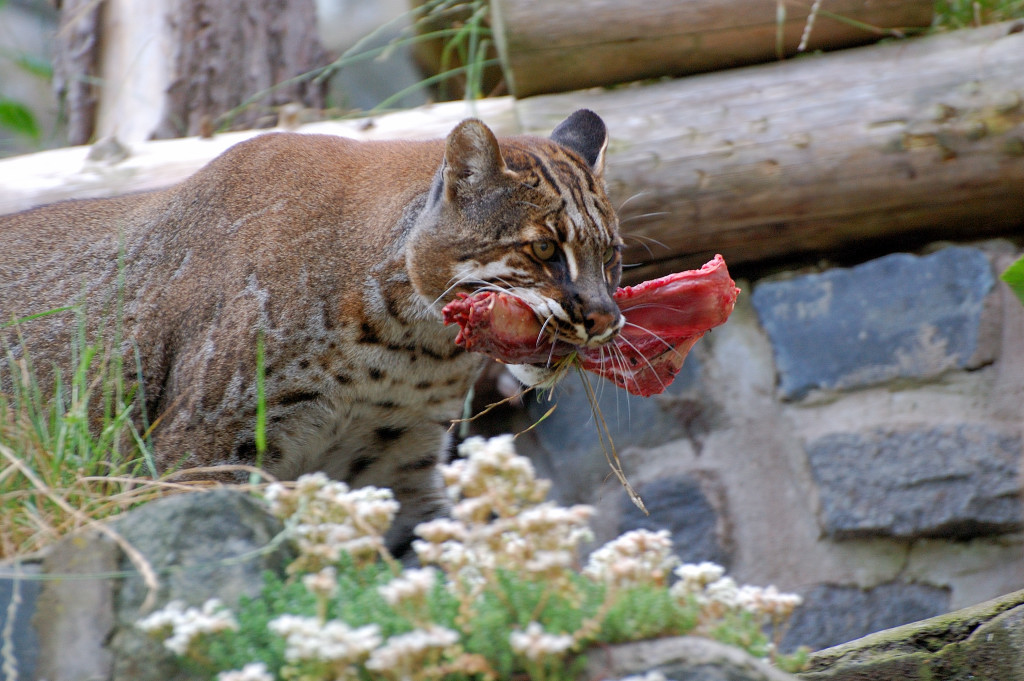
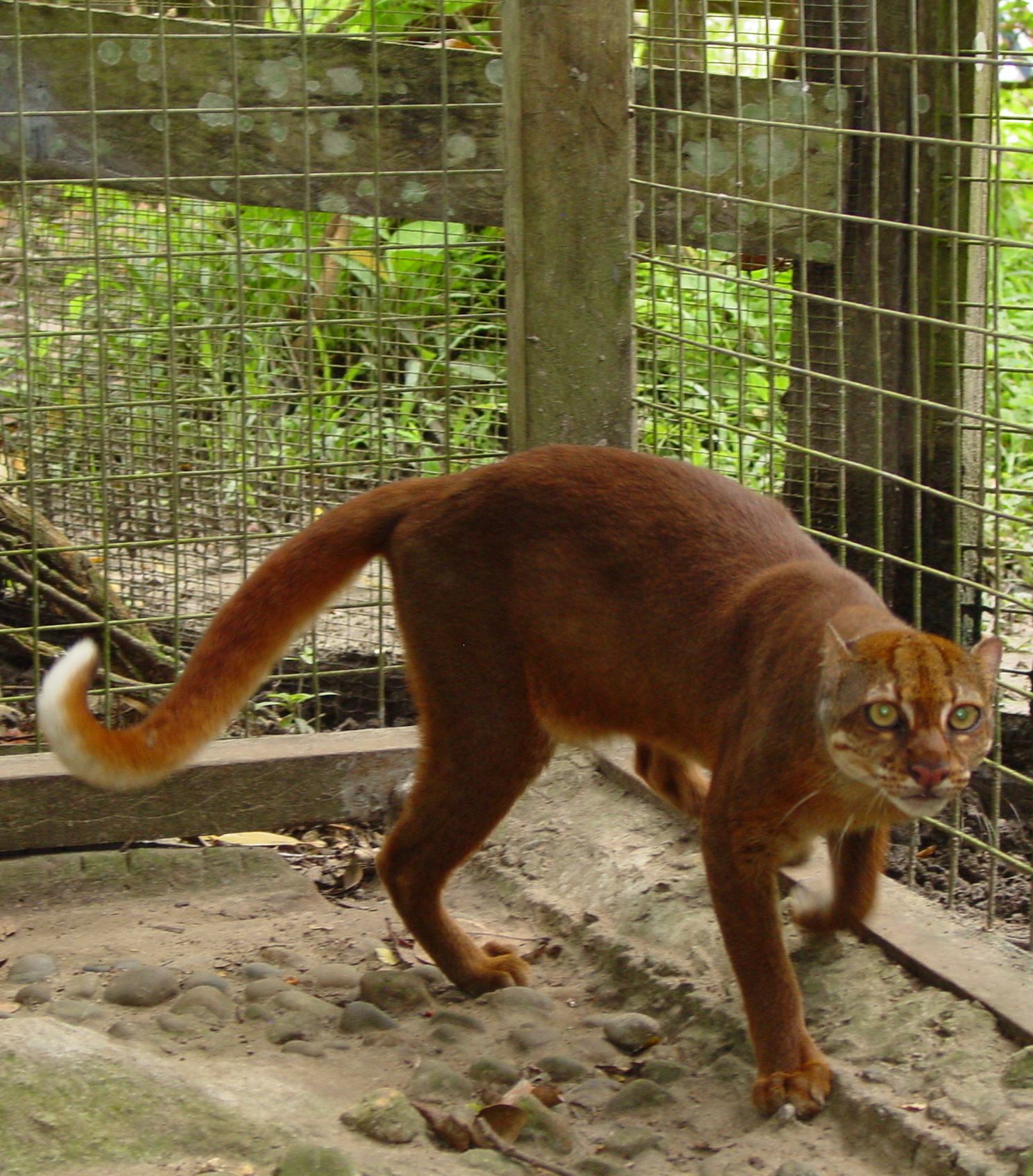

## Các loài
Chi này gồm các loài:
- Catopuma badia
- Catopuma temminckii